# Vissershoek (Dordrecht)

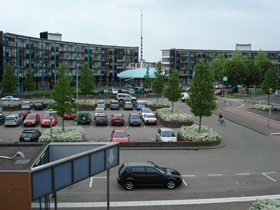
Dudokplein en winkelcentrum De Bieshof

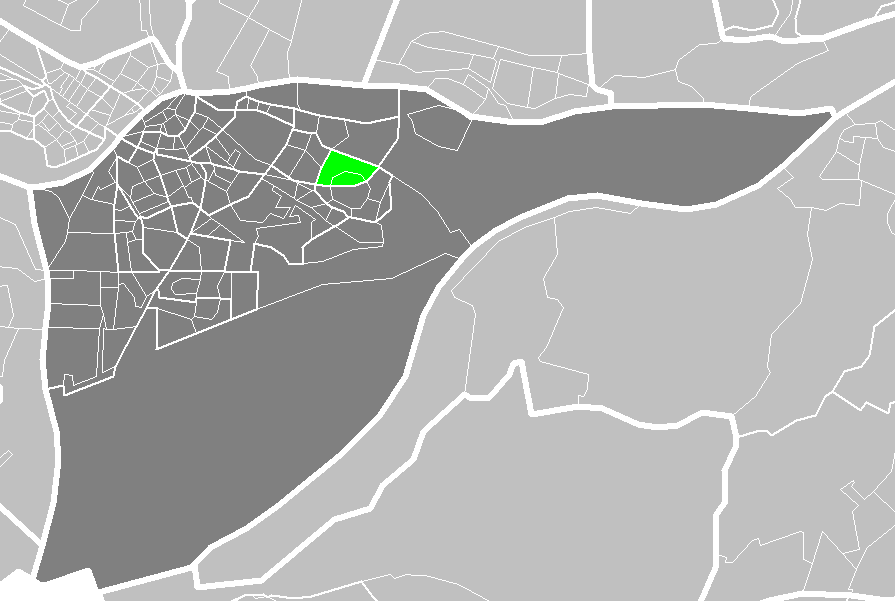

Vissershoek is een buurt in de wijk Stadspolders in de gemeente Dordrecht, in de Nederlandse provincie Zuid-Holland. De buurt ligt ten noorden van de spoorlijn Dordrecht – Sliedrecht, ten oosten van de Loswalweg en telde in 1999 ongeveer vier en een half duizend inwoners.
De buurt Vissershoek bestaat uit de straten Rietveld-erf, Van Ravesteijn-erf, Bakema-erf, Berlage-erf, Doesburg-erf, Van de Broek-erf, Maaskant-erf, Dudok-erf, Dudokplein, Groenezoom, Van Eesterenplein en de Loswalweg.
Aan het Van Eesterenplein is winkelcentrum De Bieshof gelegen met onder andere een drietal supermarkten, een reisbureau en horecagelegenheid.
Aan het Dudokplein is het station Dordrecht – Stadspolders en het multifunctionele gebouw Palet gelegen.
De Loswalweg is de scheiding tussen de buurten Vissershoek en Oudelandshoek en eindigt bij ’t Vissertje, alwaar een haventje, een trailerhelling (voor de brandweer) en camping ’t Vissertje liggen. ’t Vissertje grenst aan de rivier het Wantij.
Aan de overzijde van ’t Vissertje is een oude boerderij gelegen, genaamd “Natuurvriendenhuis – De Kleine Rug” van het Nivon, een internationale organisatie van natuurvrienden.